# فرانک اسکینر (آهنگساز)
فرانک اسکینر (انگلیسی: Frank Skinner؛ ۳۱ دسامبر ۱۸۹۷ – ۹ اکتبر ۱۹۶۸) یک آهنگساز فیلم اهل ایالات متحده آمریکا بود.

## شغل
در سال 2014، ارکستر پیش سوئینگ دالاس، The Singapore Slingers، سی‌دی پانزده قطعه‌ای را منتشر کرد که ادای احترام به تنظیم‌های اسکینر بود.

## فیلم‌شناسی
- The Rage of Paris (۱۹۳۸)
- پسر فرانکشتاین (۱۹۳۹)
- The Sun Never Sets (۱۹۳۹)
- دستری دوباره می‌راند (۱۹۳۹)
- The Invisible Man Returns (۱۹۴۰)
- My Little Chickadee (۱۹۴۰)
- Back Street (۱۹۴۱)
- مرد گرگ‌نما (۱۹۴۱، به همراه هانس جی. سالتر، uncredited)
- Hellzapoppin (۱۹۴۱)
- Badlands of Dakota (۱۹۴۱)
- The Lady from Cheyenne (۱۹۴۱)
- خرابکار (۱۹۴۲)
- شرلوک هولمز و بانگ وحشت (۱۹۴۲)
- Two Tickets to London (۱۹۴۳)
- شرلوک هولمز در واشینگتن (۱۹۴۳)
- ابوت و کاستلو با فرانکنشتاین ملاقات می‌کنند (۱۹۴۸)
- Tap Roots (۱۹۴۸)
- هاروی (۱۹۵۰)
- جایی برای داماد نیست (۱۹۵۲)
- The Raging Tide (1951)
- قمارباز میسیسیپی (۱۹۵۳)
- وسواس بزرگ (۱۹۵۴)
- هر چه خدا می‌خواهد (۱۹۵۵)
- بر باد نوشته (۱۹۵۶)
- Interlude (1957)
- لباس پاره‌پوره (۱۹۵۷)
- تمی و مرد مجرد (۱۹۵۷)
- لان چینی (۱۹۵۷)
- The Tarnished Angels (۱۹۵۸)
- تقلید زندگی (۱۹۵۹)
- Midnight Lace (1960)
- Back Street (۱۹۶۱)
- Captain Newman, M.D. (۱۹۶۳)
- Bullet for a Badman (۱۹۶۴)
- Shenandoah (۱۹۶۵)
- The Appaloosa (۱۹۶۶)
- Madame X (۱۹۶۶)